# Resolución 1509 del Consejo de Seguridad de las Naciones Unidas
La resolución 1509 del Consejo de Seguridad de las Naciones Unidas, adoptada por unanimidad el 19 de septiembre de 2003, tras recordar todas las resoluciones anteriores sobre la situación en Liberia, incluida la Resolución 1497 (2003), el Consejo estableció la Misión de las Naciones Unidas en Liberia (UNMIL), compuesta por 15.000 efectivos, para ayudar a aplicar un acuerdo de alto el fuego y de paz.
Antes de la adopción de la resolución, se informó al Consejo que se necesitarían numerosas fuerzas de paz para poner fin al "ciclo de brutalidad, violencia, corrupción e inestabilidad". La UNMIL debía reemplazar a una fuerza de África Occidental autorizada por las Naciones Unidas en el país a partir del 1 de octubre de 2003.

## Resolución
En el preámbulo de la resolución, el Consejo expresó su preocupación por las consecuencias de la prolongada guerra civil para la población civil en toda Liberia y destacó la necesidad de asistencia humanitaria. Deploró todas las violaciones de los derechos humanos, incluida la violencia sexual contra las mujeres y los niños y la utilización de niños soldados. Al mismo tiempo, expresó su preocupación por el acceso limitado de los trabajadores humanitarios a las personas necesitadas y destacó la necesidad de salvaguardar su seguridad. Una vez establecido, el nuevo gobierno de transición tenía que garantizar el respeto de los derechos humanos y el estado de derecho y un poder judicial independiente.
Se elogiaron los esfuerzos de la Comunidad Económica de los Estados de África Occidental (CEDEAO), su misión en Liberia (ECOMIL) y la Unión Africana en el país. El Consejo observó que la estabilidad duradera en Liberia dependería de la paz en la subregión y apoyó el acuerdo de cesación del fuego firmado el 17 de junio de 2003 y el Acuerdo General de Paz firmado el 18 de agosto de 2003, afirmando además que las propias partes serían responsables de su aplicación.
El preámbulo de la resolución también saludó la renuncia y salida del expresidente Charles Taylor y la transferencia pacífica del poder. Recordó que se necesitaba un marco a largo plazo para aliviar las fuerzas de la ECOMIL en Liberia y determinó que la situación en Liberia constituía una amenaza para la paz y la seguridad internacionales en la región y para África occidental.
Actuando en virtud del Capítulo VII de la Carta de las Naciones Unidas, el Consejo estableció la UNMIL por un período inicial de doce meses. Estaría compuesta por 15.000 efectivos militares, incluidos 250 observadores militares, 160 funcionarios y 1.115 policías. La operación estaría dirigida por el Representante Especial del Secretario General en Liberia, Jacques Klein. Se le otorgó un mandato amplio en áreas relacionadas con el apoyo al acuerdo de alto el fuego, la protección del personal y las instalaciones de las Naciones Unidas, el apoyo a la asistencia humanitaria, el apoyo a la reforma de seguridad y la implementación del proceso de paz que incluyó elecciones en 2005.
La resolución exigía el fin de las hostilidades en toda Liberia, el cumplimiento de las obligaciones por todas las partes interesadas y la cooperación con la UNMIL. Se pidió al Gobierno liberiano que concluyera un acuerdo sobre el estatuto de las fuerzas con el Secretario General Kofi Annan en el plazo de 30 días y todas las partes liberianas debían garantizar el acceso sin trabas a la población civil a las organizaciones humanitarias. El Consejo reconoció la importancia de la protección de los niños de conformidad con la Resolución 1379 (2001) y resoluciones conexas y exigió además que se pusiera fin a la utilización de niños soldados. También se destacó la perspectiva de género, de conformidad con la Resolución 1325 (2000) relativa a las mujeres y las niñas. Mientras tanto, el embargo de armas contra el país no se aplicaría al personal de la UNMIL.
Se instó a todos los Estados a cesar su apoyo a los grupos militares de los países vecinos, mientras que se solicitó al gobierno de transición de Liberia que restableciera las relaciones diplomáticas con los Estados cercanos y la comunidad internacional. Se pidió a la comunidad internacional que considerara la posibilidad de prestar asistencia futura a Liberia en materia de desarrollo económico. El Consejo destacó la necesidad de establecer estaciones de radio de las Naciones Unidas para informar al público liberiano sobre el papel de la UNMIL y el proceso de paz. Refiriéndose al programa de desarme, desmovilización, reintegración y repatriación, la resolución instó al gobierno de transición, a los Liberianos Unidos para la Reconciliación y la Democracia y al Movimiento para la Democracia en Liberia a cooperar con la UNMIL en la ejecución del proceso.
Por último, se encargó al Secretario General que proporcionara al Consejo actualizaciones periódicas sobre la situación en Liberia, incluido un informe cada 90 días.